# 莎拉·麦克布莱德
莎拉·麦克布莱德（ 1990年8月9日—）是美国同性恋权利活动家和政治人物，現任联邦众议员。
她目前是人权运动的全国新闻秘书。麦克布赖德在美利坚大学担任学生团体主席期间，作为跨性别者出现在她的大学时成为全国头条新闻。
特拉华州通过立法禁止基于性别认同的就业，住房，保险和公共住宿方面的歧视，在一定程度上被认为归功于莎拉·麦克布莱德。 2016年7月，她在民主党全国代表大会上发表演讲，成为首位在政党大会上公开发言的跨性别者。
2020年11月，她在特拉华州参议员竞选中获胜，成为美国历史上首位跨性别者的州参议员。
2024年特拉華州聯邦眾議員選舉期間，莎拉·麦克布莱德獲勝，成為美国国会首位跨性别议员。
麥克布萊德當選國會議員兩週後，共和黨眾議員南希·梅斯提出了一項禁止跨性别者使用國會女廁的法案，稱該法案專門針對麥克布萊德，此後不久，共和黨眾議院議長邁克·約翰遜頒布了具有相同效果的禁令。